# Патрикеев, Николай Нилович
Николай Нилович Патрикеев (1895, Тверь, Российская империя — 21 апреля 1938, Коммунарка, Московская область, РСФСР) — советский государственный деятель, председатель Хабаровского облисполкома (1934—1936).

## Биография
Член РСДРП(б) с 1915 г.
- 1922—1923 гг. — председатель исполнительного комитета Донского областного Совета,
- 1929—1931 гг. — член коллегии Народного комиссариата внешней торговли СССР,
- 1933—1934 гг. — председатель исполнительного комитета Сахалинского областного Совета,
- 1934—1936 гг. — председатель исполнительного комитета Хабаровского областного Совета,
- 1936—1937 гг. — председатель Дальне-Восточной краевой плановой комиссии.

В сентябре 1937 г. был арестован. В июне 1938 г. Военной Коллегией Верховного Суда СССР как участник контрреволюционной шпионской диверсионно-вредительской террористической организации был приговорён к высшей мере наказания. В 1956 г. Военной коллегией Верховного Суда СССР был реабилитирован.